# Limotettix parallelus
Limotettix parallelus är en insektsart som beskrevs av Van Duzee 1891. Limotettix parallelus ingår i släktet Limotettix och familjen dvärgstritar. Inga underarter finns listade i Catalogue of Life.